# Campeonato Europeo de Piragüismo en Eslalon de 2026
El XXVI Campeonato Europeo de Piragüismo en Eslalon se celebrará en Ivrea (Italia) en el año 2026 bajo la organización de la Asociación Europea de Piragüismo (ECA) y la Federación Italiana de Piragüismo.
Las competiciones se realizarán en el canal de piragüismo Stadio della Canoa.